# Aartsbisdom Kupang
Het aartsbisdom Kupang (Latijn: Archidioecesis Kupangensis) is een rooms-katholiek aartsbisdom met als zetel Kupang, hoofdstad van de provincie Oost-Nusa Tenggara, in Indonesië. De aartsbisschop van Kupang is metropoliet van de kerkprovincie Kupang, waartoe ook de suffragane bisdommen Atambua en Weetebula behoren.

## Geschiedenis
Het aartsbisdom werd opgericht op 13 april 1967, als het bisdom Kupang, uit delen van het bisdom Atambua. Op 23 oktober 1989 werd het verheven tot metropolitaan aartsbisdom.

## Parochies
Het aartsbisdom had in 2021 een oppervlakte van 14.150 km2 en telde 1.633.950 inwoners waarvan 11,9% rooms-katholiek was.

## Aartsbisschoppen
- Gregorius Manteiro (bisschop: 13 april 1967, aartsbisschop: 23 oktober 1989 - 10 oktober 1997)
- Peter Turang (10 oktober 1997 - 9 maart 2024; coadjutor sinds 21 april 1997)
- Hironimus Pakaenoni (9 maart 2024 - heden)

## Galerij van afbeeldingen

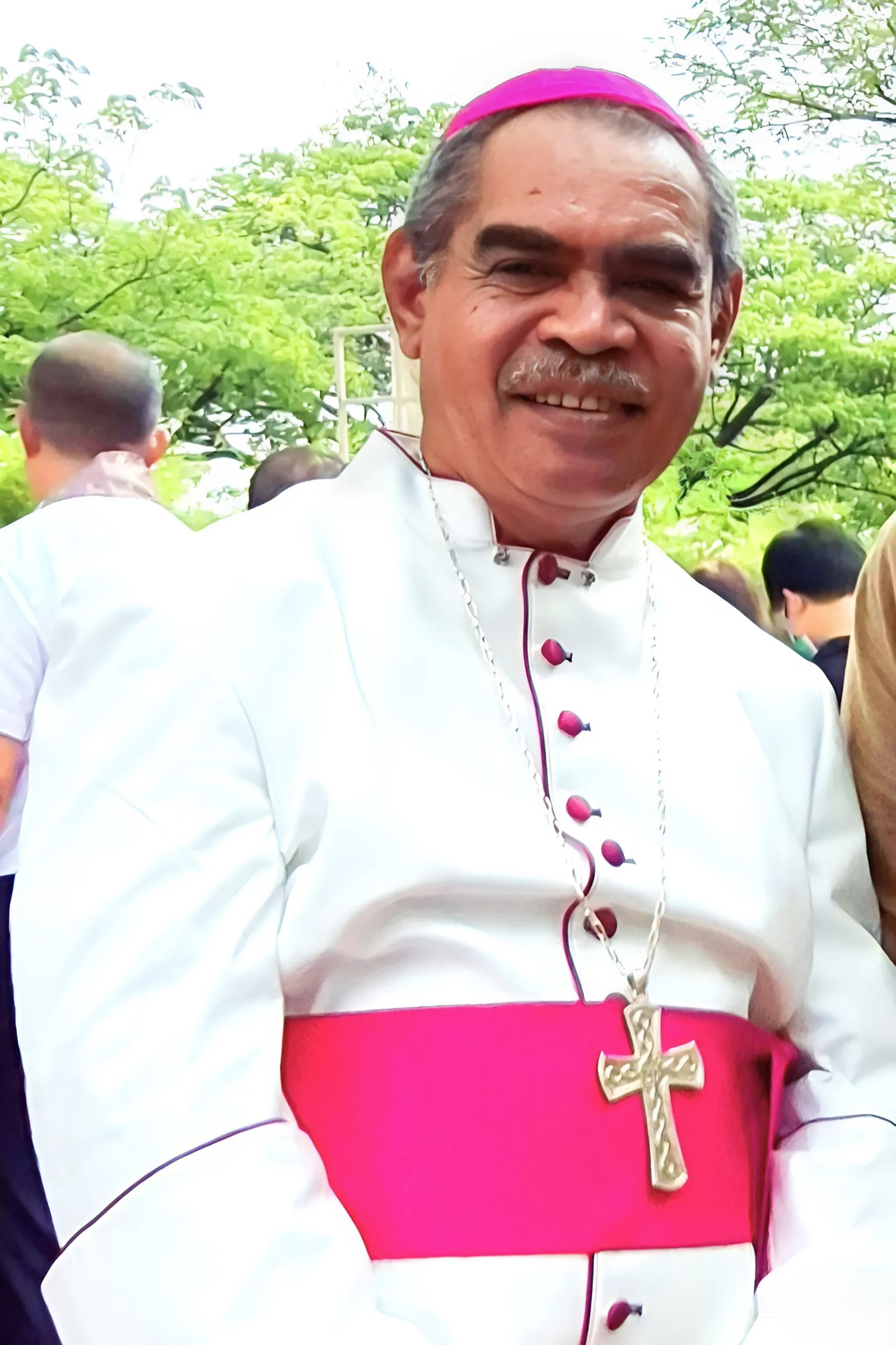
Aartsbisschop Hironimus Pakaenoni (2024-heden)
De kerkprovincie met aartsbisdom en suffragane bisdommen

Kupang (aartsbisdom) · Atambua · Weetebula